# Corona Venetorum
Corona Venetorum, mletačka kasnosrednjovjekovna i ranovjekovna kronika sastavljena od dvaju kronika, jedne iz 15. i druge iz 16. stoljeća koja je u 16. ili najkasnije u 17. stoljeću uvezena u jedinstvenu kroniku. Čuva se u Britanskom muzeju u Londonu pod oznakom Additional Manuscripts No. 27.430.

## Sadržaj
Prvi dio kronike Corona Venetorum prati događaje od 1096. godine nadalje, a sastavio ju je 18. svibnja 1447. godine Antonio di Matheo di Corato i posvetio mletačkom duždu Francescu Foscariju (1423. – 1457.), a počinje s poglavljem Venegia cum la Romana corte e sua cita, čiji je naslov na drugoj foliji promijenjen u Venegia cum la Romana corte e suo possanza. Nakon toga slijede poglavlja "Aquilegia e tuta l'Istria", "Ancona tera de chieza cum Venegia'", "I doxi de Istorichcum Venegia", "Aragon cum Venegia", "Bolognia tera
de chieza cum Venegia", "Dalmatia e Croatia cum Venegia" i "Candia e lartipielogo cum Venegia", poslije čega slijede odnosi s rimskim imperatorima, Padovom, Pizom, Milanom itd. Prvi dio kronike zacršava folijom br 74., nakon čega slijedi prazan list iza kojeg počinje drugi dio kronike kojeg je napisao drugi autor, a počinje s paginacijom folija 248.
U kronici su spomenuti i neki događaji koji se odnose na hrvatsku povijest srednjeg vijeka. U poglavlju Dalmatia e Croatia cum Venegia spominje se hrvatski knez Domagoj (864. – 876.) kao "princ Neretljana" (prinze de Narentani), knez Trpimir (845. – 864.) kao "kralj Hrvatske" (Trapimir re di Croatia), Petar Krešimir IV. (1058. – 1074.) kao "vladar Hrvatske" (presidente di Croatia). Također, spominju se i hrvatski vladari iz mađarske dinastije Arpadovića, kralj Koloman (1095. – 1116.) i njegov sin Stjepan II. (1116. – 1131.).